# Джонс, Гвинет (писательница)
Гвинет Джонс (англ. Gwyneth Jones; 14 февраля 1952, Манчестер) — британская писательница, критик, феминистка.

## Биография
Обучалась в монастырской школе, затем в университете Сассекса, где получила степень бакалавра в области европейской истории идей.

## Творчество
Дебютировала, как детский писатель в 1980 году, писала под псевдонимом Энн Галама. Под этим именем опубликовала более двадцати романов. Под именем Гвинет Джонс в 1984 году опубликовала свой первый научно-фантастический роман «Divine Endurance». Нынена продолжает писать, используя псевдоним для детской аудитории и собственное имя — для взрослых.
В 1984 году в научно-фантастическом романе для взрослых «Божественная выносливость» ввела термин «гиноид» — разновидность андроида, имеющая женскую внешность, часто подчёркнуто женскую.
Джонс работает, в основном, в жанре научной фантастики, а в последнее время в жанре эпического фэнтези с привлечением гендерных и феминистских тем.

## Награды
- Премия Джеймса Типтри-младшего (1991),
- Премия Артура Кларка (1995),
- Всемирная премия фэнтези (1998, 2006)[4],
- Премия Британской ассоциации научной фантастики (1998) в номинациях «Лучший рассказ» и «Лучшая книга»,
- Премия Общества Дракулы «Дети ночи»,
- Премия Филипа Киндреда Дика (2004),
- Премия Пилигрим (2008)

Джонс также является критиком-фантастиковедом. Её часто сравнивают с Урсулой Ле Гуин, хотя работы обоих авторов значительно отличаются как по содержанию, так и стилем.
Гвинет Джонс живет в Брайтон (Англия) с мужем и сыном.

## Избранные произведения
Сборники фантастики
- Identifying the Object . Austin, TX: Swan Press, 1993 (paper). No ISBN
- Seven Tales and a Fable . Cambridge, MA: Edgewood Press, 1995 (paper). ISBN 0-9629066-5-4
- Grazing the Long Acre . Hornsea: PS Publishing, 2009. ISBN 978-1-906301-56-9
- The Buonarotti Quartet . Seattle, WA: Aqueduct Press, 2009 (paper).
- The Universe of Things . Seattle, WA: Aqueduct Press, 2011 (trade paper). ISBN 978-1-933500-44-7

Рассказы
- «Saving Tiamaat» (2007) in The New Space Opera (антология)
- «The Ki-anna» (2010) in Engineering Infinity (антология)
- «A Planet Called Desire» (2015) in Old Venus(антология)

Критика и научные работы
- Deconstructing the Starships: Science and Reality . Liverpool: Liverpool University Press, 1999. ISBN 0-85323-783-2
- Imagination / Space . Seattle, WA: Aqueduct Press, 2009 (paper).

Для детей и юношества под псевдонимом Энн Галама
- Ally, Ally, Aster . London: Allen & Unwin, 1981. ISBN 0-04-823192-4
- The Alder Tree . London: Allen & Unwin, 1981. ISBN 0-04-823205-X
- King Death’s Garden . London: Orchard Books, 1986. ISBN 1-85213-003-2
- The Inland trilogy (трилогия)
  - The Daymaker . London: Orchard Books, 1987. ISBN 1-85213-019-9
  - Transformations . London: Orchard Books, 1988. ISBN 1-85213-119-5
  - The Skybreaker . London: Orchard Books, 1990. ISBN 1-85213-183-7
- Dinosaur Junction . London: Orchard Books, 1992. ISBN 1-85213-369-4
- The Haunting of Jessica Raven . London: Orion, 1994. ISBN 1-85881-050-7
- The Fear Man . London: Orion, 1995. ISBN 1-85881-158-9
- The Powerhouse . London: Orion, 1997. ISBN 1-85881-405-7
- Crying in the Dark . London: Dolphin, 1998 (paper). ISBN 1-85881-394-8
- The NIMROD Conspiracy . London: Dolphin, 1999 (paper). ISBN 1-85881-677-7
- Do not Open Your Eyes . London: Dolphin, 1999 (paper). ISBN 1-85881-791-9
- The Shadow on the Stairs . Edinburgh: Barrington Stoke, 2000 (paper). ISBN 1-902260-57-0
- Dr. Franklin’s Island . London: Orion / Dolphin, 2001. ISBN 1-85881-396-4
- Taylor Five . London: Dolphin, 2002 (paper). ISBN 1-85881-792-7
- Finders Keepers . Edinburgh: Barrington Stoke, 2004 (paper). ISBN 1-84299-203-1
- Siberia . London: Orion, 2005. ISBN 1-84255-129-9 (shortlist, Booktrust Teenage Prize)
- Snakehead . London: Orion, 2007. ISBN 1-84255-526-X